# Rouvres-les-Bois
Rouvres-les-Bois – miejscowość i gmina we Francji, w Regionie Centralnym, w departamencie Indre.
Według danych na rok 1990 gminę zamieszkiwało 381 osób, a gęstość zaludnienia wynosiła 12 osób/km² (wśród 1842 gmin Regionu Centralnego Rouvres-les-Bois plasuje się na 770. miejscu pod względem liczby ludności, natomiast pod względem powierzchni na miejscu 311.).